# Sporacius (Konsul 452)
Flavius Sporacius (auch Sphoracius)  war ein spätantiker oströmischer Offizier und Politiker des 5. Jahrhunderts.
Sporacius wird im Jahr 448 als Comes erwähnt. Vor dem Jahr 450 scheint Sporacius den Ehrentitel Patricius erhalten zu haben. Er war 450/451 Comes domesticorum peditum (Befehlshaber der Fußtruppen in der kaiserlichen Garde) und nahm 451 am Konzil von Chalcedon teil. Im Jahr 452 war Sporacius zusammen mit Bassus Herculanus Konsul.